# Барбакан
Барбакан (од арапског барбак-канех, галерија за заштиту бедема) је назив првобитно коришћен за потпорни зид бедема тврђаве. Касније барбакан означава самосталну кулу или утврђење за одбрану моста, улаза у град и слично.
Послије појаве ватреног оружја у 15. вијеку барбакан постаје самостални бедем који штити куртину. Тиме је дата основа фортификацијској траси.